# Трзин
Трзин (словен. Trzin) — поселення в общині Трзин, Осреднєсловенський регіон, Словенія. Висота над рівнем моря: 299 м.